# Robert Bosse

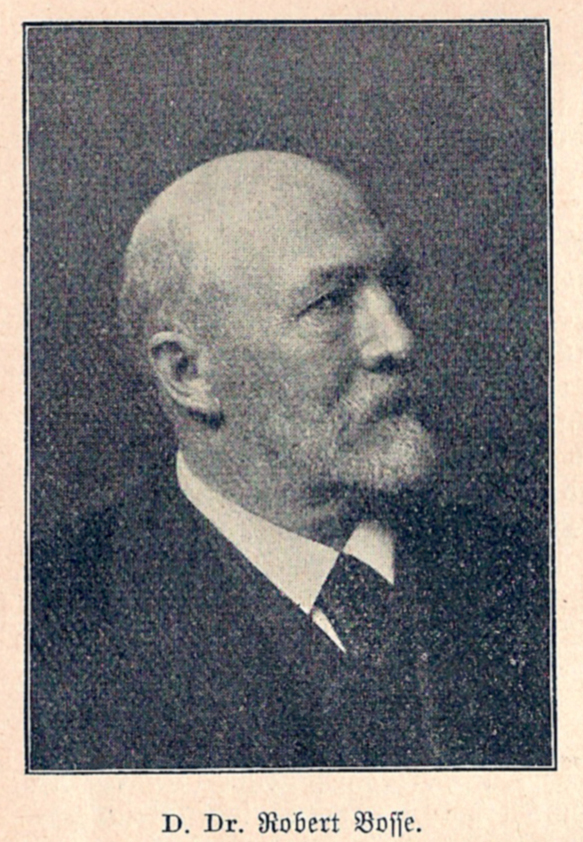
D. Dr. Robert Bosse

Julius Robert Bosse (* 12. Juli 1832 in Quedlinburg; † 31. Juli 1901 in Berlin) war ein deutscher Politiker, zuletzt preußischer Kultusminister.

## Leben

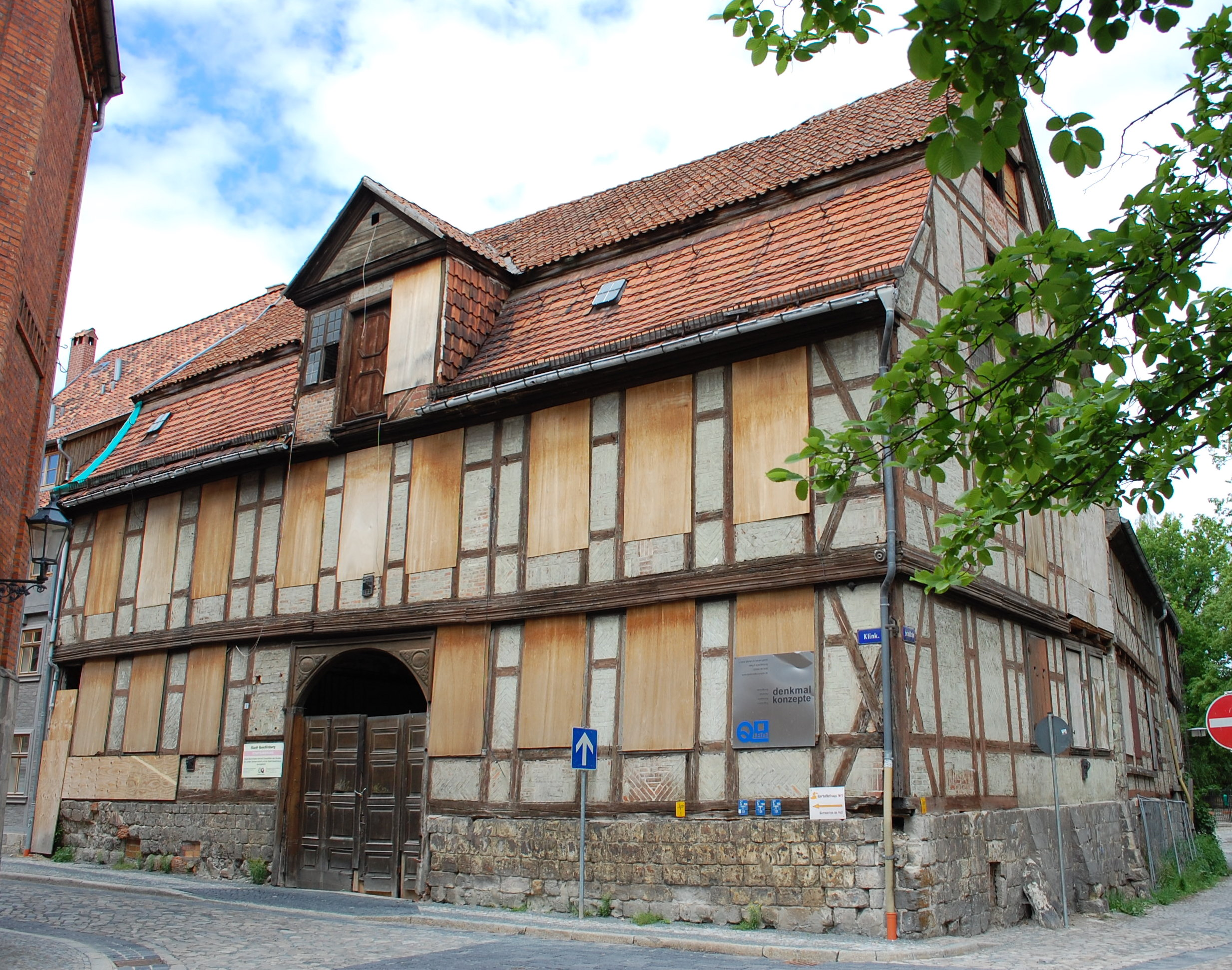
Bosses Geburtshaus

Robert Bosse wurde als drittes Kind des Böttchers und späteren Branntweinbrenners Julius Bosse und seiner aus Gernrode am Harz stammenden Ehefrau Dorothea geb. Sachse in Quedlinburg im Haus Klink 10 geboren. Er studierte an der Ruprecht-Karls-Universität und der Friedrichs-Universität Halle Rechtswissenschaft. 1851 wurde er im Corps Suevia Heidelberg und im Corps Palaiomarchia recipiert. Als Inaktiver wechselte er an die Friedrich-Wilhelms-Universität zu Berlin.

### Berufliche Laufbahn
Von 1861 bis 1868 war er in Roßla Kammerdirektor des Grafen zu Stolberg-Roßla. Nach Tätigkeiten in der Provinzialverwaltung (1868 Amtmann beim Amt Uchte, 1870 Konsistorialrat, 1872 Oberpräsidialrat in Hannover, Justitiar des Provinzialschulkollegiums) wurde er 1876 als Vortragender Rat ins Preußische Ministerium der geistlichen-, Unterrichts- und Medizinalangelegenheiten bzw. 1878 ins preußische Staatsministerium berufen. 1881 als Direktor der neu geschaffenen sozialpolitischen Abteilung in das Reichsamt des Innern berufen, wirkte er maßgeblich an den ersten Arbeiterversicherungsgesetzen Bismarcks mit, 1889 Unterstaatssekretär ebenda, 1890 Staatssekretär des Staatsrats und 1891 Staatssekretär des Reichsjustizamtes und zugleich Vorsitzender der Kommission für das neue Bürgerliche Gesetzbuch.

### Kultusminister

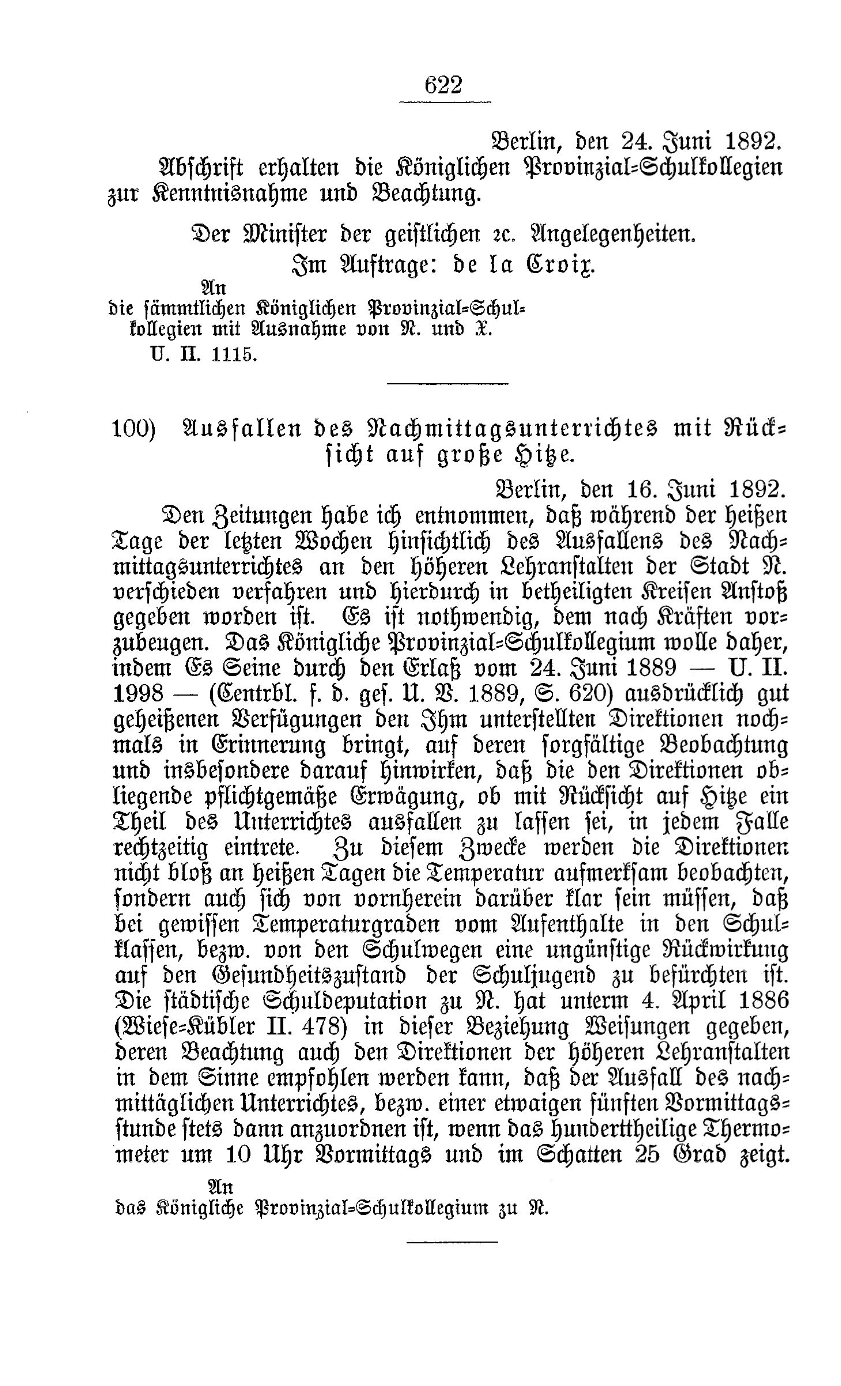
Hitzefrei (1892)

Von März 1892 bis September 1899 war er preußischer Kultusminister. Er hatte wesentlichen Anteil an der Einführung von Besoldungsgesetzen für Pfarrer und Volksschullehrer. Außerdem führte er für Schulen Hitzefrei mit Wirkung vom 16. Juni 1892 ein, wenn die Temperatur 25 °C um 10 Uhr morgens überschritt.

### Lebensabend
Im Ruhestand schrieb er seine Erinnerungen nieder.
Mit 69 Jahren gestorben, wurde Bosse auf dem Alten St.-Matthäus-Kirchhof in Schöneberg beigesetzt. Das Grab ist nicht erhalten.

## Familie
Der evangelische Theologe und Bibliothekar Friedrich Bosse ist ein Sohn.

## Ehrungen
Robert Bosse ist Ehrenbürger seiner Geburtsstadt, die ihm zu Ehren eine Straße, eine Schule und einen Platz benannte. In Schreiberhau wurde 1908 im Park des Deutschen Lehrerheims ein von Gerhard Janensch geschaffenes Denkmal Bosses enthüllt. 1890 wurde Robert Bosse mit dem Kommenturkreuz mit Stern des Ordens der Württembergischen Krone geehrt.

## Bürgerliches Wappen
Unter seinem Schildeshaupt, darin balkenweise drei rote Muscheln, in Rot ein von zwei goldenen Ringen beseitete silberne Burg mit zwei Türmen, in dessen Toröffnung ein wachsender goldener Hund mit silbernem Halsband. Helm: rot-silber, geschlossener rot-silberner. geteilter Flug. Decken und Binde: rot-silber.

## Schriften
- mit Erich von Woedtke: Das Reichsgesetz, betreffend die Invaliditäts- und Altersversicherung vom 22. Juni 1889, erläutert nach amtlichen Quellen. Leipzig 1890; 2. und 3. Auflage 1891.
- Eine Dienstreise nach dem Orient. Leipzig 1900.
- Aus der Jugendzeit. Berlin 1911.
- Mensuren und Pandekten. Studentische Erinnerungen eines preußischen Ministers. WJK-Verlag, Hilden 2003, ISBN 3-933892-51-1.

## Nachlass
Bosse hinterließ zahlreiche Erinnerungen, Briefe und Tagebucheintragungen. Die Studententagebücher 1851/52 befinden sich im Bundesarchiv. Für den Zeitraum 1878–1892 sind die Erinnerungen im Rahmen eines DFG-Projektes bearbeitet worden:
- Volker Mihr, Florian Tennstedt, Heidi Winter (Hrsg.): Sozialreform als Bürger- und Christenpflicht. Aufzeichnungen, Briefe und Erinnerungen des leitenden Ministerialbeamten Robert Bosse aus der Entstehungszeit der Arbeiterversicherung und des BGB (1878–1892). Kohlhammer, Stuttgart 2005, ISBN 3-17-018793-7.